# Wadi el Arish
El Wadi el Arish (en árabe: وادي العريش‎ Wādī al-ʻArīsh; en hebreo: נַחַל מִצְרַיִם‎ Najal Mizraim, lit. Río de Egipto) es un wadi en la península del Sinaí en Egipto. Tiene 250 kilómetros de largo y desemboca en el mar Mediterráneo cerca de la ciudad de El Arish. Con sus afluentes, cubre un área de unos 20 000 km².

## Geografía
Wadi el Arish y sus numerosos afluentes se originan en la meseta de Ajka y luego cruzan la meseta plana del laberinto, donde se encuentran Thamd y el palmeral, que cruza la famosa ruta de peregrinación antigua, luego desciende a una altitud de 400 m a la llanura de Hassna, alimentado por el valle de Qarya desde el este y el valle de El Brook desde el oeste. Luego se dirige a un desfiladero estrecho llamado "El Dayka" entre el monte Delfaa al este y el monte Halal al oeste, luego desciende 200 metros y serpentea a través de las dunas hasta desembocar al este de El Arish.
El wadi se considera el wadi seco más grande de Egipto, seguido por el propio Nilo en términos de área de drenaje de agua, lo que lo convierte en el fenómeno natural más importante de la península del Sinaí. Tiene dos cabezas, Wadi Maghara (procedente de la madriguera de Warsaa) y Wadi Ginebra (procedente de Asaa El Markoba) al este de Warsaa.
Las ramas principales de Wadi el Arish son:
- Wadi al Mutaiquina
- Wadi al Bárbari
- Wadi Al Bayad
- Wadi Majmar
- Wadi Abu Luqain
- Wadi Abu Alijneh
- Wadi Abu Tarifa
- Wadi Abu Gridaqat
- Wadi Abu Gridaqat
- Wadi Abu Rawanq
- Wadi al Brooke
- Wadi al-Qurays
- Wadi al Quarya
- Wadi Al-Sharif
- Wadi al Hodayra
- Wadi el Garur
- Wadi al Monbateh
- Wadi al-Abad

Otros wadis en el norte de la península del Sinaí son:
- Wadi al Maghara
- Wadi al Hama
- Wadi al-Hassna
- Wadi Abu Qarún
- Wadi Al Yafgafah
- Wadi AlJedi
- Wadi Al-Haj
- Wadi Al-Raha

## En la cultura
Para los investigadores, el río de Egipto (Najal Mizraim en hebreo) mencionado en el libro del Génesis (15:18) sería el Wadi el Arish.
Según Éxodo 13:18-20, la localidad de donde partieron los israelitas después de salir de Egipto fue Sucot. El nombre Sucot significa "choza de palmeras" en hebreo y fue traducido al árabe como El Arish. Está cerca de El Arish, el lugar de nacimiento del comentarista judío Saadia Gaon, quien identificó a Najal Mizraim con el wadi de El Arish (Wadi el Arish).